# Abdou Gaoh
Abdou Gaoh (* 1922 in Matankari; † 26. Dezember 1992 in Dogondoutchi) war ein nigrischer Politiker.

## Leben
Abdou Gaoh besuchte Schulen in Dogondoutchi, Birni-N’Konni, Maradi und Niamey. Er arbeitete zunächst als Lehrer, dann als kaufmännischer Angestellter in einem Handelshaus in Niamey. Ab 1946 engagierte er sich politisch in der Nigrischen Fortschrittspartei. Während der Amtszeit von Staatspräsident Hamani Diori, von 1960 bis 1974, war er Parteisekretär, Vorsitzender der Parteijugend und Kabinettschef des Staatspräsidenten. Zudem wirkte er als Präsident der Fédération Nigérienne de Football, des nationalen Fußballverbands. Gaoh wurde wie alle hohen Funktionsträger der Nigrischen Fortschrittspartei am 15. April 1974 von Leutnant Dandi Abarchi verhaftet, als Seyni Kountché und andere Offiziere der Nigrischen Streitkräfte bei einem Militärputsch an die Macht kamen. Er war der einzige Politiker, der, wenn auch erfolglos, versuchte, sich der Verhaftung zu widersetzen.

## Ehrungen
- Kommandeur des Nationalordens von Niger
- Offizier des Nationalordens von Tunesien
- Offizier des Nationalordens von Obervolta
- Offizier des Nationalordens von Marokko
- Offizier des Nationalordens der Elfenbeinküste